# Mörfelden-Walldorf
Mörfelden-Walldorf település Németországban, Hessen tartományban. Lakosainak száma 35 359 fő (2023. december 31.). Mörfelden-Walldorf Rüsselsheim am Main, Neu-Isenburg, Langen (Hessen), Egelsbach, Erzhausen, Weiterstadt, Büttelborn, Groß-Gerau és Nauheim községekkel határos.

## Népesség
A település népességének változása:
| Lakosok száma | 33 623 | 34 315 | 34 828 | 34 641 | 35 291 | 35 359 |
|               | 2015   | 2017   | 2019   | 2021   | 2022   | 2023   |